# San Benito (Texas)

San Benito est une ville située au centre du comté de Cameron, au Texas, aux États-Unis,.

## Démographie
Lors du recensement de 2010, la ville comptait une population de 24 250 habitants. Elle est estimée, le 1er juillet 2019, à 25 951 habitants.

### Source de la traduction
- (en) Cet article est partiellement ou en totalité issu de l’article de Wikipédia en anglais intitulé « San Benito, Texas » (voir la liste des auteurs).